# جيتو فيليكي
جيتو فيليكي (بالأمهرية: ገቱ ፈለቀ)‏ هو عداء مسافات طويلة وماراثون إثيوبي ولد في يوم 28 نوفمبر 1986، أبرز إنجازاته كان فوزه بماراثون أمستردام في سنة 2010 وأفضل رقم له هو 2:05:44 ساعة.

## روابط خارجية
- جيتو فيليكي على موقع الاتحاد الدولي لألعاب القوى (الإنجليزية)
- جيتو فيليكي على موقع اللجنة الأولمبية الدولية (الإنجليزية)
- جيتو فيليكي على موقع أوليمبيديا (الإنجليزية)